# Dispersão Austral
No contexto da origem africana recente dos humanos modernos, o cenário de Dispersão Austral (também conhecido como migração costeira ou grande migração costeira) refere-se às primeiras migrações humanas ao longo da costa sul da Ásia, desde a Península Arábica via Pérsia e Índia até Sudeste Asiático e Oceania. Nomes alternativos incluem a rota costeira meridional ou assentamento costeiro rápido, com os descendentes posteriores dessas migrações eventualmente colonizando o resto da Eurásia Oriental, o restante da Oceania e as Américas.
De acordo com essa tese, a dispersão foi possível graças ao desenvolvimento de uma estratégia de subsistência multipropósito, baseada na coleta de organismos, peixes, crustáceos, moluscos e algas, que fazem parte das comunidades bióticas da zona intertidal, o ecossistema de transição entre terra e mar entre o limite superior das marés altas e o limite inferior das marés baixas. Em apoio a essa hipótese, estão os restos encontrados em um antigo recife do Pleistoceno, agora emergido, próximo à localidade de Abdur na Eritreia. Suas rochas são resultado da compactação de detritos marinhos há cerca de 125.000 anos e contêm restos fósseis de uma complexa comunidade biótica da costa da época: grandes colônias de corais, conchas de ostras, grandes moluscos bivalves, gastrópodes e equinodermos. Um grupo de geólogos e paleontólogos encontrou muitas lâminas e ferramentas feitas de obsidiana, quartzo e rochas vulcânicas finas, misturadas com os restos de conchas. Isso provaria que há mais de 100.000 anos as populações humanas de Homo sapiens exploravam a zona intertidal para fins alimentares.
A teoria da rota costeira é usada principalmente para descrever a povoação inicial da Ásia Ocidental, Índia, Sudeste Asiático, Nova Guiné, Austrália, Oceania Próxima, e Leste Asiático começando entre aproximadamente 70.000 e 50.000 anos atrás.
Está relacionado com a presença e dispersão do mtDNA haplogrupo M e haplogrupo N, bem como com os padrões específicos de distribuição do Y-DNA haplogrupo F (ancestral de O, N, R, Q), haplogrupo C e haplogrupo D, nessas regiões.
A teoria propõe que os humanos modernos iniciais, alguns portadores do haplogrupo mitocondrial L3, chegaram à Península Arábica há cerca de 70.000-50.000 anos, atravessando da África Oriental via o estreito de Babelmândebe. Estima-se que, de uma população de 2.000 a 5.000 indivíduos na África, apenas um pequeno grupo, possivelmente 150 a 1.000 pessoas, cruzou o Mar Vermelho. O grupo teria viajado ao longo da rota costeira ao redor da Arábia e da Pérsia até a Índia relativamente rápido, dentro de alguns milhares de anos. Da Índia, eles teriam se espalhado para o Sudeste Asiático ("Sundalândia") e Oceania ("Sahul").

## Evidências genéticas e arqueológicas
A dispersão pela rota sul está principalmente ligada às primeiras expansões do Paleolítico Superior dos humanos modernos e é "atribuída a um movimento populacional com características genéticas e culturais materiais uniformes" (Antigos Eurasianos Orientais), que foi a principal fonte para a povoação da região Ásia-Pacífico. Embora certas populações do início do Paleolítico Superior representadas por espécimes encontrados na Ásia Central e Europa, como o homem de Ust'-Ishim, Caverna Bacho Kiro ou Oase 2, sejam inferidas como tendo utilizado rotas internas, os ancestrais de todas as populações modernas da Eurásia Oriental são inferidos como tendo utilizado a rota de dispersão sul através da Ásia do Sul, onde subsequentemente se diversificaram rapidamente e deram origem às populações modernas na Eurásia Oriental, Oceania e Américas.

## References
1. ↑  Phillip Endicott; Mait Metspalu; Toomas Kivisild (2007), The Evolution and History of Human Populations in South Asia: Inter-disciplinary Studies in Archaeology, Biological Anthropology, Linguistics and Genetics, ISBN 978-1-4020-5561-4, Springer Netherlands, doi:10.1007/1-4020-5562-5_10, ... O conceito de uma migração costeira já foi idealizado em 1962 pelo ...
2. ↑  Metspalu et al 2006, DNA mitocondrial humano e a evolução de Homo sapiens.
3. 1 2  Vincent Macaulay;  et al. (13 Maio 2005), «Assentamento Costeiro Único e Rápido da Ásia Revelado pela Análise de Genomas Mitocondriais Completos; Vol. 308. no. 5724» (PDF), Science Magazine, 308 (5724), pp. 1034–36, Bibcode:2005Sci...308.1034M, PMID 15890885, doi:10.1126/science.1109792, ... variação do DNA mitocondrial em populações "relictas" isoladas no sudeste asiático apoia a visão de que houve apenas uma dispersão da África, provavelmente via uma rota costeira meridional, através da Índia e em direção ao sudeste asiático e Australásia. Houve um desvio inicial, levando finalmente ao assentamento do Oriente Médio e da Europa, mas a principal dispersão da Índia para a Austrália há 65.000 anos foi rápida, provavelmente levando apenas alguns milhares de anos. ...
4. 1 2 3 4  Núñez Castillo, Mélida Inés (20 de dezembro de 2021). Ancient genetic landscape of archaeological human remains from Panama, South America and Oceania described through STR genotype frequencies and mitochondrial DNA sequences. Dissertation (DoctoralThesis). doi:10.53846/goediss-9012
5. ↑  Kevin O. Pope; John E. Terrell (9 October 2007), «Ambiental setting of human migrations in the circum-Pacific region», Journal of Biogeography, 35 (1), pp. 071009214220006––, doi:10.1111/j.1365-2699.2007.01797.x, ... A expansão dos humanos modernos fora da África, seguindo uma rota costeira para o sul da Ásia, foi inicialmente frustrada por uma série de grandes e abruptas mudanças ambientais. Um período de clima e nível do mar relativamente estáveis de c. 45.000 anos atrás a 40.000 anos atrás suportou uma rápida expansão costeira dos humanos modernos por grande parte do Sudeste Asiático, permitindo-lhes alcançar as costas do nordeste da Rússia e Japão por volta de 38.000–37.000 anos atrás ... Verifique data em: |data= (ajuda)
6. 1 2  Spencer Wells (2002), A Jornada do Homem: Uma Odisseia Genética, ISBN 978-0691115320, Princeton University Press, ... a população do sudeste asiático antes de 6.000 anos atrás era composta principalmente por grupos de caçadores-coletores muito semelhantes aos Negritos modernos ... Portanto, tanto o cromossomo Y quanto o mtDNA pintam um quadro claro de um salto costeiro da África para o sudeste asiático, e em seguida para a Austrália ... O DNA nos deu uma visão da viagem, que quase certamente seguiu uma rota costeira via Índia ...
7. 1 2  Posth C, Renaud G, Mittnik M, Drucker DG, Rougier H, Cupillard C, Valentin F, Thevenet C, Furtwängler A, Wißing C, Francken M, Malina M, Bolus M, Lari M, Gigli E, Capecchi G, Crevecoeur I, Beauval C, Flas D, Germonpré M, van der Plicht J, Cottiaux R, Gély B, Ronchitelli A, Wehrberger K, Grigorescu D, Svoboda J, Semal P, Caramelli D, Bocherens H, Harvati K, Conard NJ, Haak W, Powell A, Krause J (2016). «Genomas Mitocondriais do Pleistoceno Sugerem uma Única Dispersão Maior de Não-Africanos e uma Mudança Populacional Tardia no Glacial na Europa». Current Biology. 26 (6): 827–833. Bibcode:2016CBio...26..827P. PMID 26853362. doi:10.1016/j.cub.2016.01.037. hdl:2440/114930
8. ↑  Kamin M, Saag L, Vincente M,  et al. (Abril 2015). «Um recente gargalo de diversidade do cromossomo Y coincide com uma mudança global na cultura». Genome Research. 25 (4): 459–466. PMC 4381518. PMID 25770088. doi:10.1101/gr.186684.114
9. 1 2  Haber M, Jones AL, Connel BA, Asan, Arciero E, Huanming Y, Thomas MG, Xue Y, Tyler-Smith C (Junho 2019). «Um Raro Haplogrupo Africano D0 Profundo e suas Implicações para a Expansão dos Humanos Modernos Fora da África». Genetics. 212 (4): 1421–1428. PMC 6707464. PMID 31196864. doi:10.1534/genetics.119.302368
10. ↑  Culotta, Elizabeth; Gibbons, Ann (21 de setembro de 2016). «Quase todas as pessoas vivas fora da África remontam a uma única migração há mais de 50.000 anos». Science | AAAS. Consultado em 11 de junho de 2020
11. ↑  Procurando por vestígios da Dispersão Meridional Arquivado em 2012-05-10 no Wayback Machine, por Dr Marta Mirazón Lahr, et al.
12. ↑  «O Projeto Genográfico: Marcadores Genéticos, Haplogrupo D (M174)», National Geographic, 2008, cópia arquivada em 5 Abril 2008, ... O Haplogrupo D pode ter acompanhado outro grupo, o Clã Costeiro (haplogrupo C) na primeira grande onda de migração fora da África há cerca de 50.000 anos. Aproveitando os abundantes recursos costeiros, esses exploradores intrépidos seguiram a costa da África através da Península Arábica do Sul, Índia, Sri Lanka e Sudeste Asiático. Alternativamente, eles podem ter feito a jornada em um período mais recente, seguindo os passos do Clã Costeiro ...
13. ↑  Zhivotovsky; Rosenberg, NA; Feldman, MW;  et al. (2003). «Características da Evolução e Expansão dos Humanos Modernos, Inferidas de Marcadores Microssatélites Genômicos». American Journal of Human Genetics. 72 (5): 1171–86. PMC 1180270. PMID 12690579. doi:10.1086/375120Stix, Gary (2008). «A História da Migração dos Humanos: Estudo de DNA Traça Origens Humanas Através dos Continentes». Scientific American. Consultado em 14 Junho 2011
14. ↑  Vallini et al. 2022 (4 de julho de 2022). «Genetics and Material Culture Support Repeated Expansions into Paleolithic Eurasia from a Population Hub Out of Africa». Consultado em 16 de abril de 2023
15. ↑  Yang, Melinda A. (6 de janeiro de 2022). «A genetic history of migration, diversification, and admixture in Asia». Human Population Genetics and Genomics (em inglês). 2 (1): 1–32. ISSN 2770-5005. doi:10.47248/hpgg2202010001
16. ↑  Sato, Takehiro; Adachi, Noboru; Kimura, Ryosuke; Hosomichi, Kazuyoshi; Yoneda, Minoru; Oota, Hiroki; Tajima, Atsushi; Toyoda, Atsushi; Kanzawa-Kiriyama, Hideaki; Matsumae, Hiromi; Koganebuchi, Kae (1 de setembro de 2021). «Whole-Genome Sequencing of a 900-Year-Old Human Skeleton Supports Two Past Migration Events from the Russian Far East to Northern Japan». Genome Biology and Evolution. 13 (9): evab192. ISSN 1759-6653. PMC 8449830. PMID 34410389. doi:10.1093/gbe/evab192. a onda de migração sul parece ter se diversificado nas populações locais na Ásia Oriental (definida neste artigo como uma região que inclui China, Japão, Coreia, Mongólia, Taiwan e Sudeste Asiático), e a onda norte, que provavelmente segue pelas regiões da Sibéria e das estepes da Eurásia e se misturou com a onda sul, provavelmente na Sibéria.
17. ↑  Osada, Naoki; Kawai, Yosuke (2021). «Exploring models of human migration to the Japanese archipelago using genome-wide genetic data». Anthropological Science. 129 (1): 45–58. doi:10.1537/ase.201215. Via a rota sul, os ancestrais das atuais populações asiáticas chegaram ao Sudeste Asiático e a parte da Oceania por volta de 70.000–50.000 anos atrás, provavelmente através de uma rota de dispersão costeira (Bae et al., 2017). As amostras mais antigas que fornecem evidências genéticas da rota de migração norte vêm de uma sequência genômica de alta cobertura de indivíduos escavados do sítio Yana RHS no nordeste da Sibéria (Figura 2), que tem cerca de 31.600 anos (Sikora et al., 2019).
18. ↑  Gakuhari, Takashi; Nakagome, Shigeki; Rasmussen, Simon; Allentoft, Morten E.; Sato, Takehiro; Korneliussen, Thorfinn; Chuinneagáin, Blánaid Ní; Matsumae, Hiromi; Koganebuchi, Kae; Schmidt, Ryan; Mizushima, Souichiro; Kondo, Osamu; Shigehara, Nobuo; Yoneda, Minoru; Kimura, Ryosuke (25 de agosto de 2020). «Ancient Jomon genome sequence analysis sheds light on migration patterns of early East Asian populations». Communications Biology (em inglês). 3 (1): 437. ISSN 2399-3642. PMC 7447786. PMID 32843717. doi:10.1038/s42003-020-01162-2. Estudos genômicos populacionais em humanos atuais7,8 têm apoiado exclusivamente a origem da rota sul das populações da Ásia Oriental.
19. ↑  Aoki, Kenichi; Takahata, Naoyuki; Oota, Hiroki; Wakano, Joe Yuichiro; Feldman, Marcus W. (30 de agosto de 2023). «Infectious diseases may have arrested the southward advance of microblades in Upper Palaeolithic East Asia». Proceedings of the Royal Society B: Biological Sciences (em inglês). 290 (2005). ISSN 0962-8452. PMC 10465978 Verifique |pmc= (ajuda). PMID 37644833 Verifique |pmid= (ajuda). doi:10.1098/rspb.2023.1262. Uma única grande migração de humanos modernos para os continentes da Ásia e Sahul foi fortemente apoiada por estudos anteriores usando DNA mitocondrial, a porção não recombinante dos cromossomos Y e dados de SNPs autossômicos [42–45]. Os ancestrais antigos indianos do sul, sem relação com o Ocidente da Eurásia, os asiáticos orientais, Onge (caçadores-coletores Andamaneses) e Papuanos derivam todos em um curto tempo evolutivo da dispersão para o leste de uma população fora da África [46,47]. O consórcio HUGO (Human Genome Organization) Pan-Asian SNP [44] investigou a diversidade de haplótipos dentro das populações asiáticas atuais e encontrou uma forte correlação com a latitude, com a diversidade diminuindo de sul para norte. A correlação continua a se manter quando apenas as populações do Sudeste Asiático continental e da Ásia Oriental são consideradas, e talvez seja atribuível a um efeito fundador serial [50]. Essas observações são consistentes com a visão de que logo após a única migração para o leste de humanos modernos, os asiáticos orientais se divergiram no sul da Ásia Oriental e se dispersaram para o norte através do continente.